# Harbor Drive
Harbor Drive es un avenida de sentido norte y sur que se encuentra localizada en el centro de San Diego, California y en el extremo sur en National City, California. La costanera es una de las avenidas más antiguas de la ciudad y también una de las principales arterias de San Diego ya que pasa por los principales puntos de interés de la ciudad tanto como el Aeropuerto Internacional de San Diego al Centro de Convenciones de San Diego.

## Trazado
Harbor Drive inicia desde la intersección con la Calle Rosecrans y la Calle Hugo, en el barrio Roseville-Fleetridge cerca del San Diego Naval Training Center, ahí la avenida inicia como North Harbor Drive. En su recorrido, Harbor drive primero se interseca con el Boulevard Nimitz luego cruza un puente pasando por la Bahía de San Diego y pasar por el Aeropuerto Internacional de San Diego, hasta intersecarse con la Calle Laurel en el barrio Harborview. En su recorrido por el Centro de San Diego, Harbor Drive pasa por numerosas avenidas y calles importantes de la ciudad; entre las más importantes se encuentra Broadway, que se interseca con ella en la cuadra 1001 cerca del San Diego International Visitor Information Center, lugar de información para turistas internacionales. Al pasar por la Calle West G, Harbor Drive da un giro hacia el este, pasando por la Carretera Pacific cerca del Embassy Suites Hotel San Diego Bay Downtown, luego se cruza con Kettner Boulevard en la cuadra 701, de ahí sigue su recorrido hasta el sur, pasando otra vez más por numerosas avenidas, entre la que se destaca Martin Luther King Jr. Promenade, una vía peatonal que se encuentra en el costado este de Harbor Drive al igual que las vías de la línea Naranja del Tranvía de San Diego, y también en el costado oeste se encuentra el Centro de Convenciones de San Diego. En su recorrido final hacia el sur, Harbor Drive pasa por la Base Naval de San Diego, pasando por la Octava Calle hasta conectarse con la Interestatal 5 en National City.

## Puente peatonal
Una de las futuras atracciones que contará Harbor Drive, será el Puente Peatonal Harbor Drive, un puente colgante peatonal que será uno de los más largos del mundo con 152 m de largo y pasara encima de Harbor Drive y Park Boulevard cerca del Petco Park, en la cual está siendo construido por la ciudad de San Diego. El puente peatonal tendrá acceso al Centro de Convenciones de San Diego, Petco Park, restaurantes, tiendas etc. El puente empezó su construcción el 23 de octubre de 2008 y se espera que sea completado para abril de 2010 a un costo de más de 25 millones de dólares.

## Estación del Trolley
A pesar de que las estaciones en Harbor Drive no pasan directamente por la avenida, si se encuentran estaciones muy cercanas, como Seaport Village de la línea Naranja del Tranvía de San Diego y más al sur por la Calle 8 de la línea Azul.